# Metropolregion Hannover-Braunschweig-Göttingen-Wolfsburg
| Metropolregion Hannover-Braunschweig-Göttingen-Wolfsburg |                                                  |
| Land:                                                    | Niedersachsen                                    |
| Fläche:                                                  | 18.623 km²                                       |
| Einwohner:                                               | 3.845.271 (31. Dez. 2021)                        |
| Bevölkerungsdichte:                                      | 206 Einwohner/km²                                |
| Nord-Süd-Ausdehnung:                                     | 214 km                                           |
| West-Ost-Ausdehnung:                                     | 161 km                                           |
| geographische Lage:                                      | 51° 17′ – 53° 13′ n. Br. 08° 42′ – 11° 05′ ö. L. |
| Gliederung:                                              | 1 Region, 3 kreisfreie Städte, 15 Landkreise     |
| Webpräsenz:                                              | metropolregion.de                                |

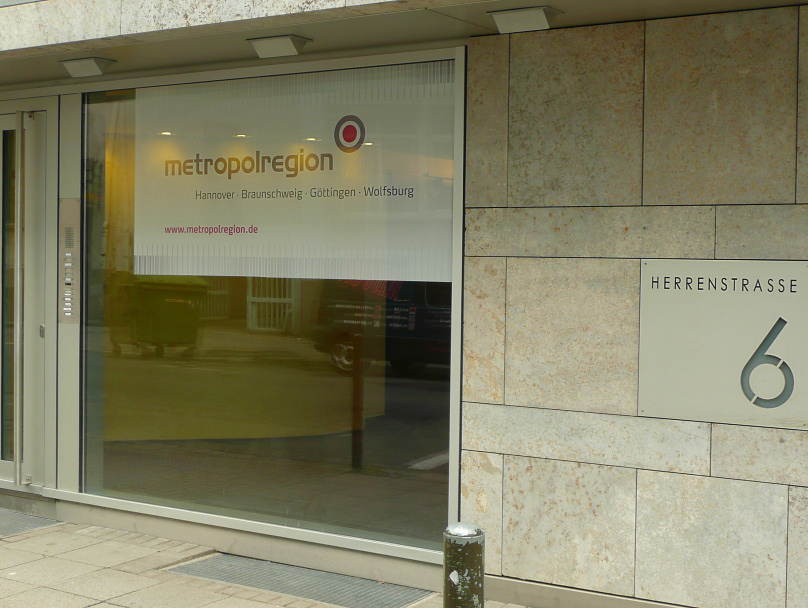
Sitz der Metropolregion in Hannover

Die Metropolregion Hannover-Braunschweig-Göttingen-Wolfsburg ist eine Wirtschafts- und Kulturregion in der Nordhälfte Deutschlands. Sie ist mit zirka 3,8 Millionen Menschen in 20 Landkreisen und kreisfreien Städten mit zusammen 431 Gemeinden einer der mittleren der von der deutschen Raumentwicklungsministerkonferenz (RMK) definierten Verdichtungsräume in Deutschland. Das Gebiet umfasst etwa ein Drittel der Fläche Niedersachsens mit fast der Hälfte der Einwohner des Bundeslandes.

## Geschichte
Zur Vorbereitung der Expo 2000 schlossen sich 1995 die Städte Celle, Hameln, Hannover, Hildesheim, Nienburg/Weser, Peine, Stadthagen und Walsrode zum Städtenetz Expo 2000 zusammen. Anschließend fand das Städtenetz mit den Städten Braunschweig, Göttingen, Goslar, Salzgitter, Wolfenbüttel und Wolfsburg weitere Partner für eine Zusammenarbeit. Nach einem Antrag auf Anerkennung als Europäische Metropolregion bei der Ministerkonferenz für Raumordnung (MKRO) wurde 2005 die Metropolregion Hannover-Braunschweig-Göttingen gegründet. Seit 2008 führt die Metropolregion neben Hannover, Braunschweig und Göttingen auch den Namen Wolfsburg im Titel.
2009 erfolgte der organisatorische und inhaltliche Neustart als Metropolregion Hannover Braunschweig Göttingen Wolfsburg GmbH. Grundlage war ein Arbeitsprogramm mit dem Titel MAP 2011. Es bestand aus etwa 30 Einzelprojekten zu den Themen Mobilität, Energie, Wissen und Europa. Beispielsweise ging es beim Projekt Kunstschiene darum, Bahnhöfe stärker in den Blick der Stadt- und Ortsentwicklung zu rücken. Mit der Fahrradverkehrsstrategie, unter anderem zu Fahrradschnellwegen, sollten die Verbindungen innerhalb der Metropolregion mit dem Fahrrad verbessert werden.

## Beschreibung
Die Gesellschaft wird derzeit (Stand: 2023) von den vier namensgebenden Städten, vom Land Niedersachsen und den drei in Vereinen organisierten Zusammenschlüsse von Kommunen, Wirtschaft und Wissenschaft getragen. Dem Verein Kommunen gehören 51 Kommunen an. Im Verein Wirtschaft sind 37 Unternehmen und wirtschaftsnahe Verbände organisiert. Dem Verein Hochschulen gehören 17 Hochschulen an. 
Geschäftsführerin der Metropolregion GmbH war bis Januar 2024 Silvia Nieber. Anschließend übernahm Christoph Meineke, bis dahin Geschäftsführer des Vereins Kommunen als größter Trägerverein in der Metropolregion, die Geschäftsführung. Zu den Gremien der Metropolregion GmbH zählen die Gesellschafterversammlung, der Aufsichtsrat und der Gesellschafterausschuss. Sie bestehen aus Vertretern der namensgebenden Städte, den Vereinen und dem Land. Im Aufsichtsrat ist zudem die Industrie- und Handelskammer Hannover mit einem Mitglied vertreten. Im Gesellschafterausschuss berät das Amt für regionale Landesentwicklung Leine/Weser. Aufsichtsratsvorsitzender ist der Braunschweiger Oberbürgermeister Thorsten Kornblum.
Das Land Niedersachsen fördert mit jährlich bis zu rund 95.000 Euro Projekte der Metropolregion. Ebenso werden Mittel des Europäischen Fonds für regionale Entwicklung und des Bundes in Höhe von 375.000 Euro eingesetzt. Sie dienen dem Austausch der an der Wertschöpfungskette Automobilwirtschaft beteiligten Branchen, wie die Zulieferindustrie, die Energiewirtschaft, die Finanzwirtschaft, die Verbände und die Bildungsträger. 
Kernthemen der Metropolregion sind Mobilität, Energie, Gesundheitswirtschaft, Kultur/Kreativwirtschaft, Wissensvernetzung, Talentgewinnung, Internationalisierung sowie Marketing, Regionalbewusstsein und Lobbying.
Das Arbeitsprogramm der Metropolregion GmbH von 2023 nennt als künftige Handlungsfelder Mobilität, Gesundheitswirtschaft und Standortmarketing.
Im Bereich Mobilität soll der Ausbau der Ladesäuleninfrastruktur vorangetrieben werden.
Innerhalb der Gesundheitswirtschaft stehen die Themen eHealth, innovative Pflege, Life Science, Medizintechnik und Versorgungsforschung im Fokus. Standortmarketing betreibt die Metropolregion GmbH in der Form, dass sie auf Kongressen und bei Messen vertreten ist, wie bei der Expo Real in München und der Real Estate Arena in Hannover.

## Ausdehnung

Metropolregionen in Deutschland

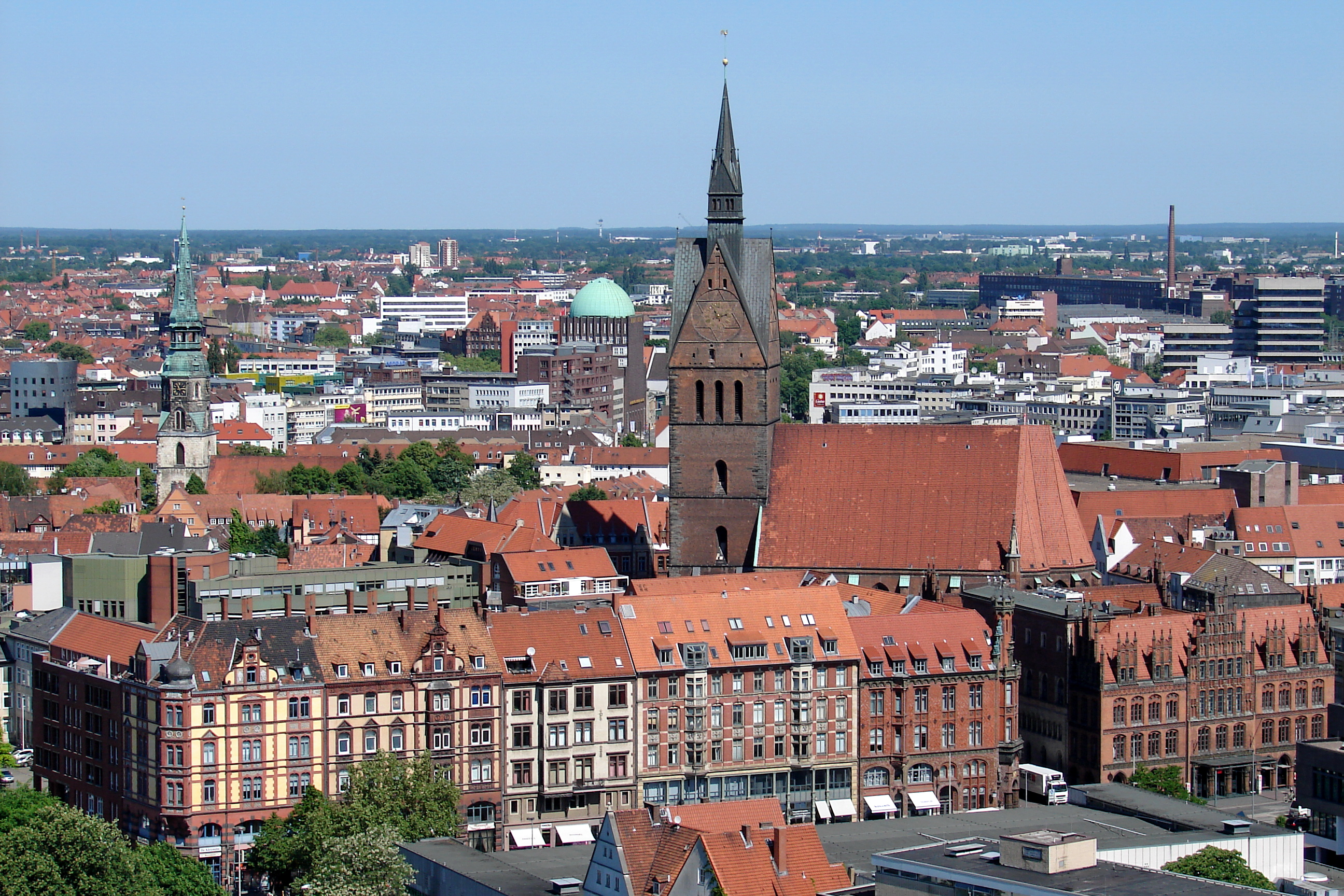
Hannover

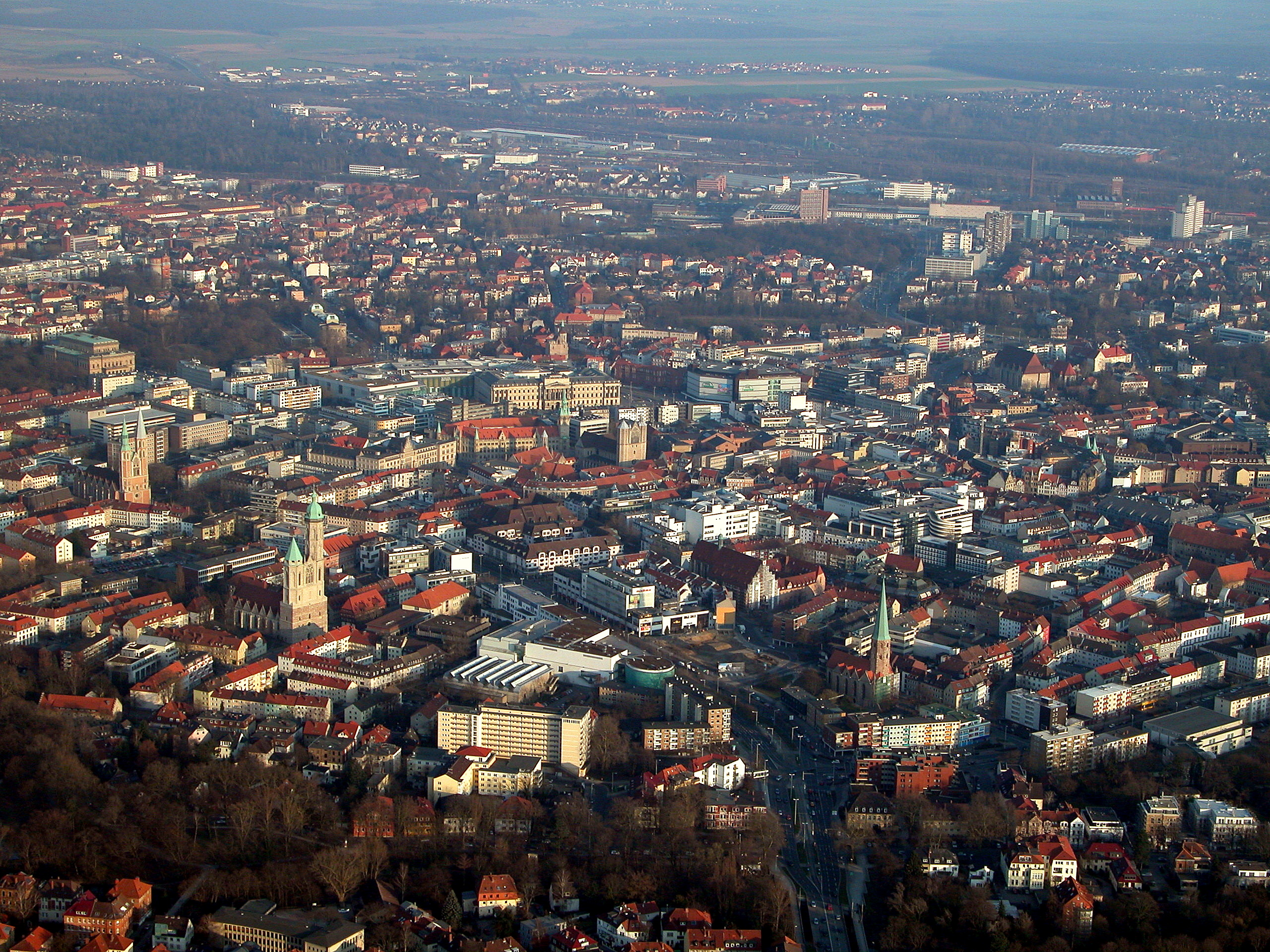
Braunschweig

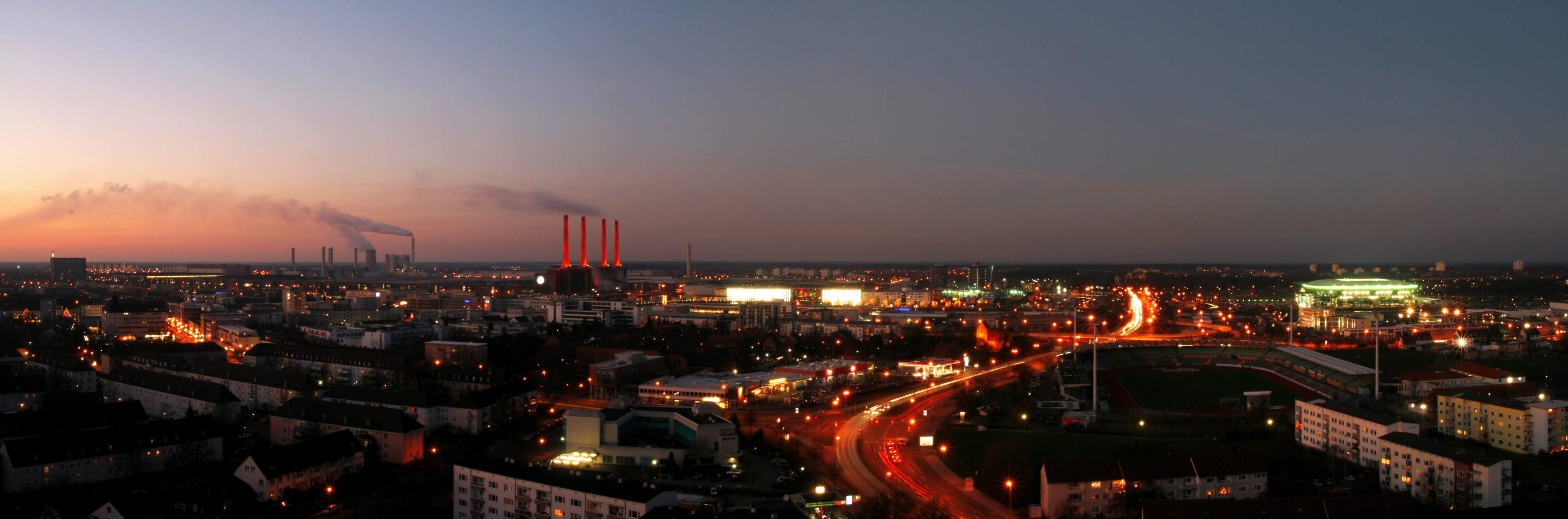
Wolfsburg

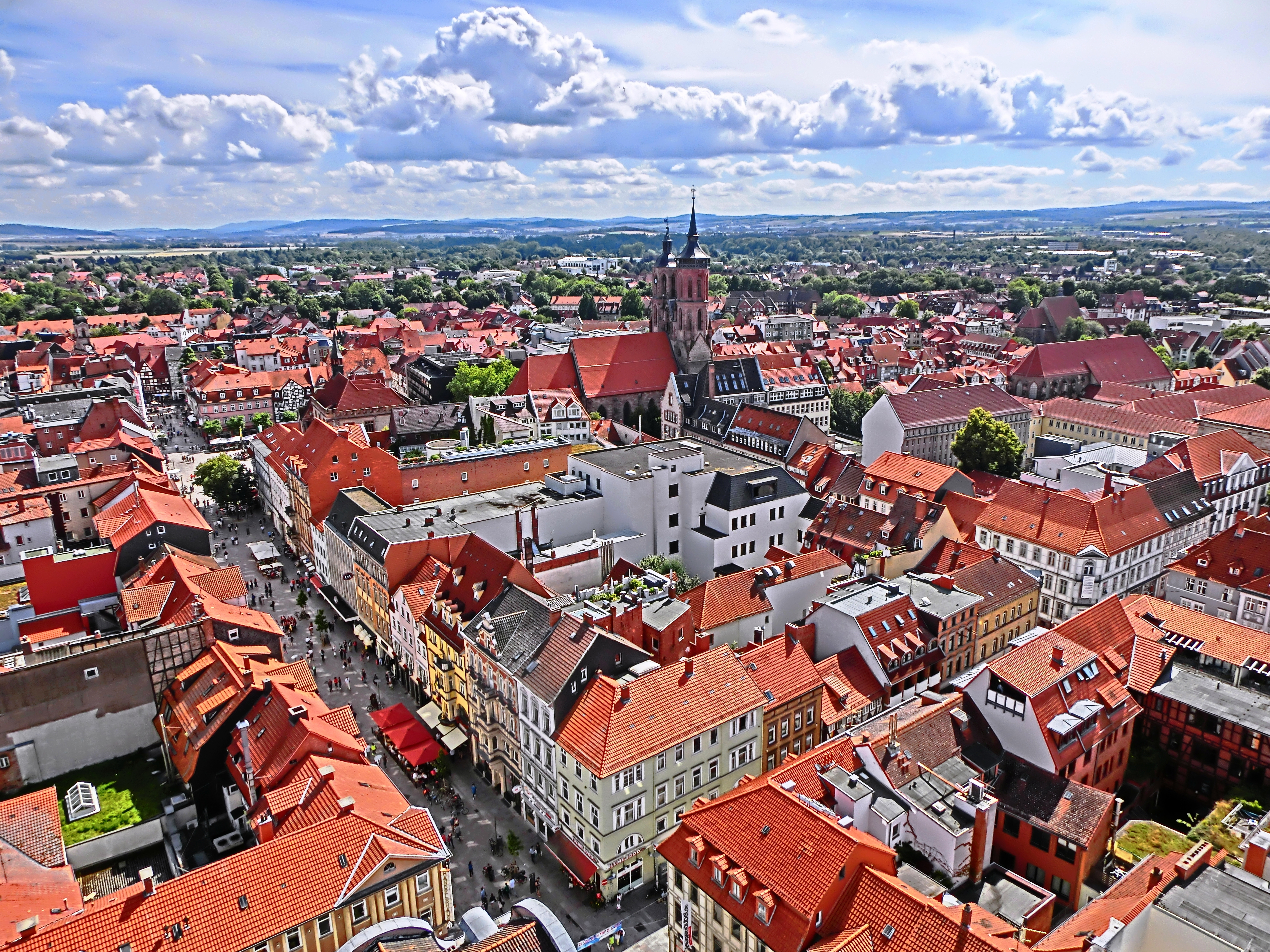
Göttingen

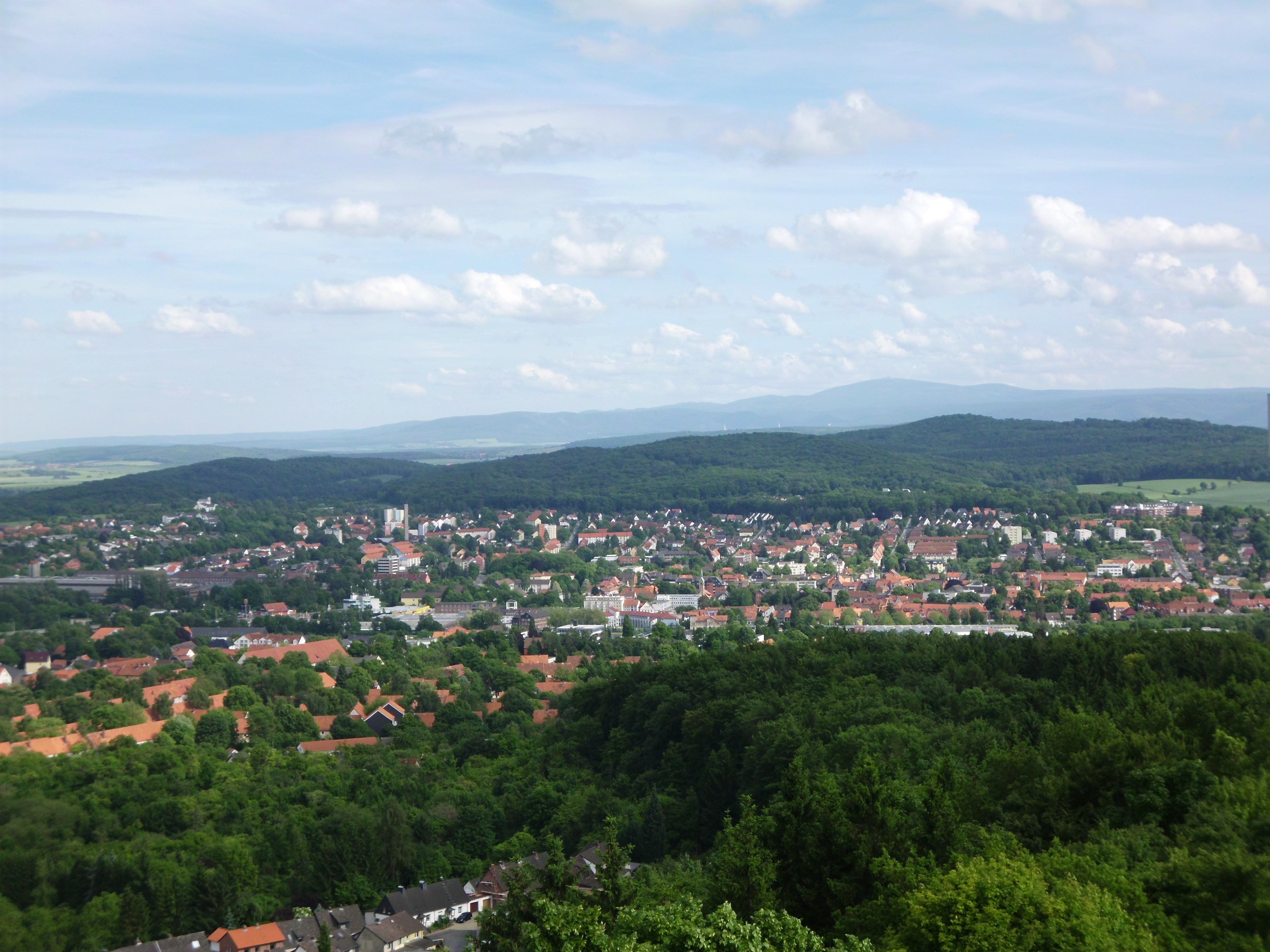
Salzgitter

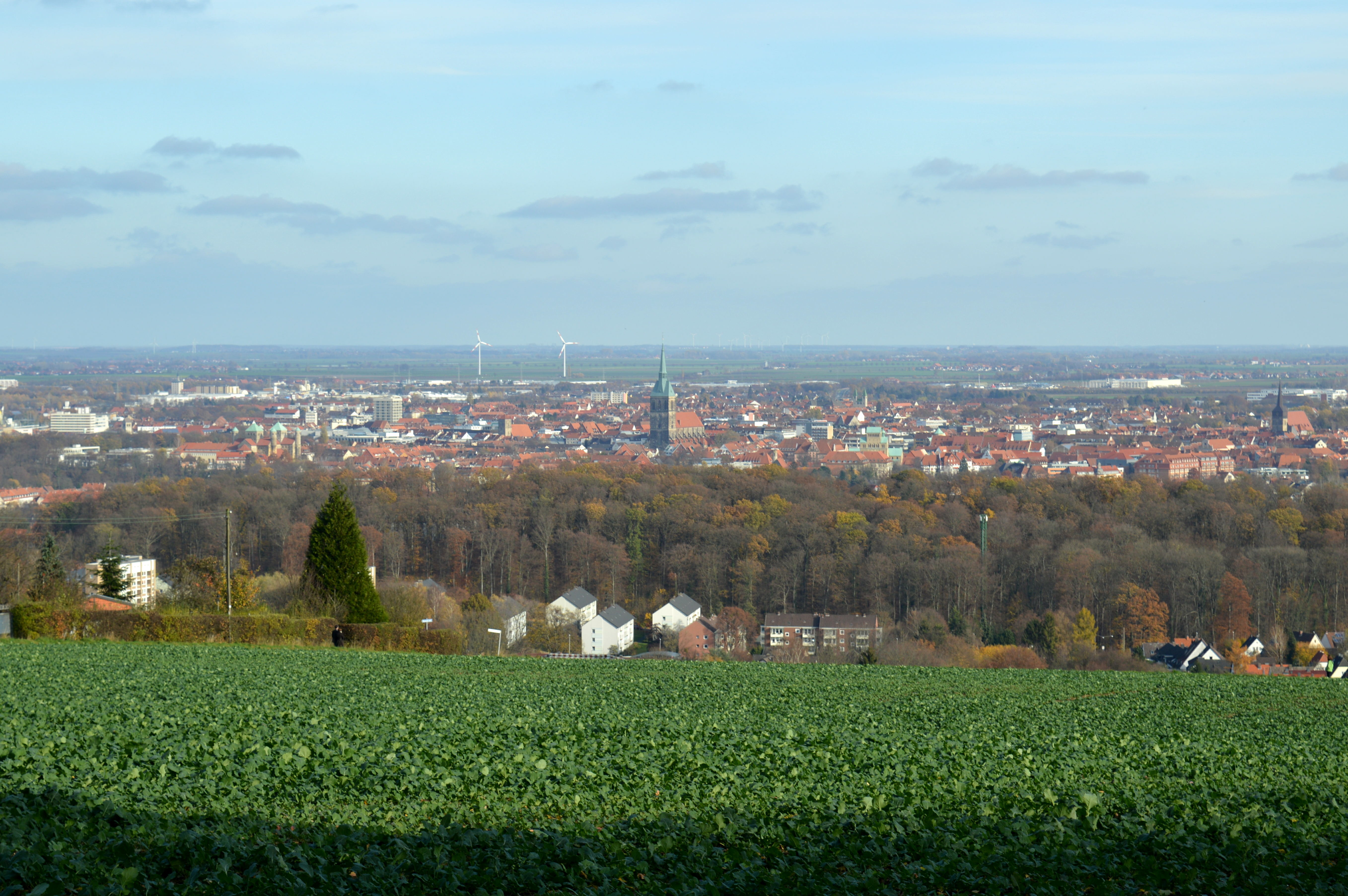
Hildesheim

### Kommunen
Die folgende Auflistung gibt der offiziellen Definition entsprechend alle zur Metropolregion zählenden Gemeinden an.
| Stadt              | Einwohner 31. Dez. 2021 | Fläche in km² | Einwohner je km² |
| ------------------ | ----------------------- | ------------- | ---------------- |
| Braunschweig       | 248.823                 | 192,7         | 1291             |
| Wolfsburg          | 123.949                 | 204,61        | 606              |
| Salzgitter         | 103.694                 | 224,49        | 462              |
| Summe/Durchschnitt | 1.634.007               | 2.919         | 560              |

| Landkreis       | Einwohner 31. Dez. 2021 | Fläche in km² | Einwohner je km² |
| --------------- | ----------------------- | ------------- | ---------------- |
| Region Hannover | 1.157.541               | 2.297,13      | 504              |
| Göttingen       | 323.661                 | 1.755,39      | 184              |
| Hildesheim      | 274.773                 | 1.208,35      | 227              |
| Celle           | 179.915                 | 1.550,82      | 116              |
| Gifhorn         | 177.919                 | 1.567,59      | 113              |
| Schaumburg      | 158.108                 | 675,68        | 234              |
| Hameln-Pyrmont  | 148.963                 | 797,52        | 187              |
| Goslar          | 134.050                 | 966,73        | 139              |
| Heidekreis      | 142.912                 | 1.881,47      | 76               |
| Northeim        | 131.765                 | 1.268,76      | 104              |
| Peine           | 136.960                 | 536,5         | 255              |
| Wolfenbüttel    | 119.224                 | 724,29        | 165              |
| Nienburg/Weser  | 121.773                 | 1.400,81      | 87               |
| Helmstedt       | 91.379                  | 676,11        | 135              |
| Holzminden      | 69.862                  | 694,27        | 101              |
| Summe           | 2.211.264               | 15.704,29     | 141              |

### Abgrenzung zur Metropolregion Hamburg
Der sehr ländliche Landkreis Heidekreis in der Lüneburger Heide gehört sowohl der Metropolregion Hamburg als auch der Metropolregion Hannover-Braunschweig-Göttingen-Wolfsburg an. Hier lässt sich relativ klar definieren, welche Anteile des Landkreises in welche Richtung tendieren, da der Landkreis aus dem in Richtung Hamburg orientierten Altkreis Soltau und dem in Richtung Hannover orientierten Altkreis Fallingbostel zusammengesetzt ist.

### Abgrenzung zur Metropolregion Nordwest
Der Landkreis Nienburg/Weser gehört der Metropolregion Hannover-Braunschweig-Göttingen-Wolfsburg an. Die Samtgemeinde Grafschaft Hoya tendiert allerdings eher in Richtung Bremen.

### Abgrenzung nach Hessen
Die südliche Abgrenzung erfolgt durch die historisch gewachsene Landesgrenze zwischen Niedersachsen und Hessen. Tatsächlich sind die niedersächsischen Gemeinden Hann. Münden und Staufenberg auf Kassel hin orientiert, während das hessische Witzenhausen starke Pendlerströme nach Göttingen aufweist. Auch zwischen Göttingen und Kassel bestehen starke Verknüpfungen.

## Charakter
Zwischen den Städten der Region gibt es große vorwiegend landwirtschaftlich geprägte Gebiete. 
Durch einige Eisenbahn-Schnellfahrstrecken (wie die SFS Hannover–Würzburg) und Autobahnen (vor allem A2, A7, A36 und A39) sind die Städte infrastrukturell vernetzt.
In der Region sind der Dienstleistungssektor und das produzierende Gewerbe stark ausgeprägt. Der bedeutendste Konzern ist die Volkswagen AG mit Sitz in Wolfsburg. Die Wissenschafts- und Forschungslandschaft der Region umfasst sieben Hochschulen (darunter Georg-August-Universität Göttingen, Leibniz Universität Hannover und Technische Universität Braunschweig), neun Fachhochschulen, eine Kunsthochschule, eine Musik- und Theaterhochschule sowie etwa 60 weitere Forschungseinrichtungen (u. a. zahlreiche Max-Planck-Institute, mehrere Fraunhofer-Institute, zwei Standorte des Deutschen Zentrums für Luft- und Raumfahrt (DLR) in Braunschweig und Göttingen, die Herzog August Bibliothek in Wolfenbüttel und verschiedene Bundeseinrichtungen wie BfS, Johann Heinrich von Thünen-Institut – Bundesforschungsinstitut für Ländliche Räume, Wald und Fischerei, Julius Kühn-Institut – Bundesforschungsinstitut für Kulturpflanzen, Friedrich-Loeffler-Institut – Bundesforschungsinstitut für Tiergesundheit, BGR, PTB).